# Улица Бондаренко (Казань)
Улица Бондаренко (тат. Бондаренко урамы, Bondarenko uramı) — улица в Ново-Савиновском и Московском районах Казани.

## География
Начинаясь от пересечения с улицей Чуйкова, пересекает улицы Волгоградская, Ямашева, Четаева, Черноморская, Чистопольская, Солдатская и заканчивается пересечением с улицей Сибгата Хакима.

## История
Возникла во второй половине 1930-х годов как 4-я вновь проектируемая улица в западной части исторического района Савиновская стройка; вскоре переименована в Парковую улицу. На 1939 год на улице имелось около 35 домовладений: №№ 1/23–19, 23–27, 31/21–43 по нечётной стороне и №№ 2/25–6, 10/32–30/22 и 34/22. Ко второй половине 1950-х годов длина улицы составляла 0,6 км.
В конце 1960-х — начале 1970-х годов почти все дома по чётной стороне улицы были снесены, попав под застройку квартала № 56 Ленинского района. Не позднее 1981 года улица была переименована в честь поэта Янки Купалы. 23 ноября 1998 года, постановлением Главы администрации Казани № 2390 улица была переименована в честь Александра Бондаренко, председателя исполкома Казгорсовета в 1965-1985 годах. В середине 2000-х годов, после сноса частных домов посёлка Ново-Савиново («Савинки»), началась застройка юго-восточной и крайней южной части многоэтажными домами. В 2018 году, в целях разгрузки транспортных потоков с фан-зоны чемпионата мира по футболу, располагавшейся у центра семьи «Казан», несколько домов по Кемеровской улице были снесены, и улица Бондаренко была продлена до улицы Сибгата Хакима.
С момента возникновения улица административно относилась к Ленинскому (до 1994 года), затем к Ново-Савиновскому и Московскому (с 1994 года) районам.

## Примечательные объекты
- № 2 — спортивный комплекс «Ватан».
- у пересечения с проспектом Ямашева — парк Победы.
- № 4 — жилой дом силикатного завода.[16]
- № 4а — городская поликлиника № 10.[17]
- № 6 — жилой дом Татарского газетно-журнального издательства.[18]
- № 10а — детский сад № 151.
- № 15б — жилой дом управления теплосетей.[19]
- № 24 — детский сад № 28.
- № 25 — кооперативный дом.[20]
- № 29а — школа № 172.
- № 32 — школа «Адымнар».

## Транспорт
Общественный транспорт по улице не ходит; ближайшие остановки общественного транспорта: расположены на пересекающих её улицах Чистопольская, Чуйкова и Ямашева. Ближайшая станция метро — «Козья слобода».